# Mysterious Billy Smith
Mysterious Billy Smith (Little River, 15 de maio de 1871 - Portland, 15 de outubro de 1937) foi um pugilista canadense, que foi campeão mundial dos meios-médios entre 1892 e 1894; e novamente entre 1898 e 1900.

## Biografia
Mysterious Billy Smith, cujo nome verdadeiro era Amos Smith, nasceu na pequena comunidade de Little River, no Canadá. Iniciou sua carreira em 1890, com um empate contra Ed Harvey.
Em sua nona luta como profissional, Smith nocauteou Danny Needham, conquistando o título de campeão mundial dos meios-médios. Essa luta entre Smith e Needham aconteceu em 1892, mais de dois anos após a morte de Paddy Duffy, o campeão anterior.
Depois de se tornar campeão, Smith conseguiu defender seu título uma única vez, antes de vir a perdê-lo para Tommy Ryan, em 1894. Uma revanche aconteceu no ano seguinte, mas Ryan manteve seu título.
Em 1898, quando Tommy Ryan abdicou de seu título para subir de categoria, Smith conseguiu reaver seu antigo posto de campeão dos meios-médios, ao derrotar Matty Matthews.
Posteriormente, Smith conseguiu manter seu título em quatro ocasiões, tendo inclusive mantido seu cinturão após sofrer uma derrota por desqualificação, contra Rube Ferns. Entretanto, contra Matty Matthews, Smith acabou perdendo de novo o seu título.
Smith continuou lutando até 1903, quando decidiu-se pela aposentadoria, após ter quebrado a mão durante uma luta com Joe Walcott. Em 1910, Smith voltou a lutar, porém acabou desistindo de vez em 1915.
Em 2009, Mysterious Billy Smith foi incorporado ao seleto grupo de boxeadores imortalizados no International Boxing Hall of Fame.
Smith foi um notório lutador indisciplinado, tendo sido desqualificado 13 vezes, em toda sua carreira, um recorde na história do boxe.